# Gobierno de Cataluña 2024-presente
El gobierno de Cataluña 2024-presente es el Gobierno de la Generalidad de Cataluña actual desde el 12 de agosto de 2024, correspondiendo a la XIV legislatura parlamentaria del periodo democrático y sucedió al Gobierno de Cataluña 2021-2024.

## Historia
La formación del gobierno se llevó a cabo luego de varios meses de negociaciones entre PSC, ERC y Comuns hasta que finalmente Salvador Illa fue investido el día 8 de agosto de 2024 con la mayoría absoluta de la cámara y el respaldo de las tres fuerzas políticas.
El día 9 de agosto, el presidente en funciones, Pere Aragonès, y el presidente electo, Salvador Illa, se reunieron en el Palacio de la Generalidad de Cataluña para realizar el traspaso de carpetas y funciones al nuevo presidente, además de comentar la situación actual de Cataluña y los retos que enfrenta la comunidad autónoma en la actualidad.
El presidente de la Generalidad, Salvador Illa, anunció en su debate de investidura que en su gobierno solo formarían parte miembros de los socialistas, es decir, sería un gobierno en solitario de los socialistas. Tanto los Republicanos como los Comunes anunciaron que no formarían parte del gobierno de momento, dejando abierta la posibilidad de unirse en el futuro. Esto quedó reforzado cuando Illa, en la sesión de investidura, ofreció a ambos grupos la opción de incluir a miembros de sus partidos en su gobierno una vez que los liderazgos de estos partidos estuvieran decididos y los grupos parlamentarios consolidados, con el objetivo de formar el tercer govern tripartit de Cataluña.
La composición del nuevo gobierno comenzó incluso antes de las elecciones, ya que el entonces candidato, Salvador Illa, hizo público que, en caso de ser investido presidente de la Generalidad, designaría como consejera del Interior a la alcaldesa de Santa Coloma de Gramanet, Núria Parlón, dado que había demostrado gran eficacia en su política de seguridad en el municipio del que es alcaldesa. Otros dos nombres se dieron a conocer, pero esto ocurrió después de que Illa fuera investido presidente. El día 9 de agosto de 2024, hizo público que el hasta entonces gerente del Ayuntamiento de Barcelona, Albert Dalmau Miranda, sería el nuevo consejero de la Presidencia, y que el alcalde de Esparraguera y mano derecha de Lluïsa Moret en la Diputación de Barcelona, Javier Villamayor Caamaño, sería el secretario general del Gobierno.
El sábado 10 de agosto, Salvador Illa tomó posesión del cargo de Presidente de la Generalidad de Cataluña en el salón Sant Jordi del Palacio de la Generalidad, acompañado por varios altos cargos de la Generalidad y del gobierno de España. Por parte de la Generalidad, lo acompañaron el hasta entonces presidente en funciones, Pere Aragonès, los consejeros del gobierno de Cataluña, diversos cargos de la Diputación de Barcelona, como su presidenta Lluïsa Moret, y el alcalde de Barcelona, Jaume Collboni. En representación del gobierno de España, asistieron cinco ministros: la Vicepresidenta Primera del Gobierno y Ministra de Hacienda, María Jesús Montero; el ministro de Presidencia y Justicia, Félix Bolaños; el ministro de Cultura, Ernest Urtasun; la Ministra de Ciencia y Universidades, Diana Morant; y el ministro de Industria y exalcalde de Barcelona, Jordi Hereu. También estuvo presente el presidente del Parlamento de Cataluña. En representación de los Gobiernos autonómicos solo asistieron los socialistas, María Chivite de Navarra y Adrián Barbón por Asturias.
Desde antes de la posesión de Illa, se comenzó a especular sobre posibles candidatos a ser consejeros de la Generalidad, especialmente en las consejerías de Educación, Empresa, Justicia y Salud, que son los principales ejes del gobierno del líder socialista. Para la primera, la candidata más obvia sería Esther Niubó, diputada del PSC desde 2015 y secretaria de Educación y Formación Profesional del partido desde 2019. Además, forma parte del llamado Govern Alternatiu de Cataluña, una especie de gobierno en la sombra que busca visibilizar una alternativa a la propuesta independentista de los últimos tiempos, con las mismas funciones. El favorito para Justicia es el diputado Ferran Pedret, una persona de confianza de Illa, además de haber ejercido como abogado durante algunos años. Para Salud, el preferido es Vicente Martínez Ibáñez, aunque también han sonado otros nombres para este cargo, como Assumpció Laïlla, Olga Pané, Manel del Castillo y Sara Jaurrieta.
El 10 de agosto de 2024, Salvador Illa, además de confirmar a la alcaldesa de Santa Coloma de Gramanet, Núria Parlón, como consejera del Interior, anunció que su mano derecha en el parlamento, Alicia Romero Llano, será la nueva consejera de Economía y Hacienda. Este nombramiento tiene un gran peso político, ya que Romero fue una de las negociadoras con Esquerra que alcanzó el pacto fiscal con este partido. Por este motivo, se sospecha que su elección fue impulsada por la presión de ERC, con el fin de asegurar el cumplimiento del acuerdo alcanzado para la investidura de Illa.
El domingo 11 de agosto se descartó a Ferran Pedret como consejero, ya que tomaría el relevo de Salvador Illa en el Parlamento como presidente del Grupo Parlamentario Socialista y de Unidos por Avanzar, y este cargo es incompatible con un puesto en el Consejo Ejecutivo del gobierno.El domingo por la tarde se comenzaron a conocer los nombres de los consejeros que tomarían posesión el lunes 12 de agosto de 2024. El exconsejero de Interior del gobierno de Artur Mas, Ramon Espadaler, sería el Consejero de Justicia y Calidad Democrática. La macro Consejería de Territorio, Vivienda y Transición Ecológica estaría al mando de Sílvia Paneque. La Consejería de Salud la asumiría la especialista Olga Pané. La Consejera de Educación sería la concejal de Castelldells Esther Niubó. La Consejería de Derechos Sociales e Inclusión quedaría bajo la dirección de la secretaria de Inclusión del Gobierno de España, Mònica Martínez. El expostconvergente Miquel Sàmper sería el Consejero de Empresa y Trabajo. La diputada de la Diputación de Barcelona Eva Menor quedaría al mando de la Consejería de Igualdad y Feminismo. El experto en la Unión Europea Jaume Duch asumiría el relevo de Meritxell Serret en la Consejería de Unión Europea y Acción Exterior. Núria Montserrat sería la titular de la Consejería de Investigación y Universidades. El diputado Òscar Ordeig sería el titular de Agricultura. Bernardo Álvarez tomaría la nueva Consejería de Deportes. La hasta entonces directora de patrimonio cultural, Sònia Hernández, recibiría un ascenso al convertirse en la titular de la Consejería de Cultura. La Consejería de Política Lingüística estaría al mando del director de Política Lingüística en la Consejería de Cultura, Francesc Xavier Vila, que pasaría a ser un departamento propio.

## Composición del Gobierno
| ← Gobierno de Salvador Illa (Desde el 8 de agosto de 2024) |                   |                                                           |                                        |
| Partido político                                           |                   | Partido de los Socialistas de Cataluña                    | Partido de los Socialistas de Cataluña |
| Partido político                                           | Units per Avançar |                                                           |                                        |
| Partido político                                           | Independiente     |                                                           |                                        |
| Presidencia                                                |                   |                                                           |                                        |
| Presidente                                                 |                   | Salvador Illa i Roca Desde el 10 de agosto de 2024        |                                        |
| Portavocía del Gobierno                                    |                   |                                                           |                                        |
| Portavoz del Gobierno                                      |                   | Sílvia Paneque i Sureda Desde el 12 de agosto de 2024     |                                        |
| Consejerías                                                |                   |                                                           |                                        |
| Presidencia                                                |                   | Albert Dalmau Miranda Desde el 12 de agosto de 2024       |                                        |
| Economía y Hacienda                                        |                   | Alícia Romero Llano Desde el 12 de agosto de 2024         |                                        |
| Interior y Seguridad Pública                               |                   | Núria Parlon i Gil Desde el 12 de agosto de 2024          |                                        |
| Justicia y Calidad Democrática                             |                   | Ramon Espadaler Parcerisas Desde el 12 de agosto de 2024  |                                        |
| Territorio, Vivienda y Transición Ecológica                |                   | Sílvia Paneque i Sureda Desde el 12 de agosto de 2024     |                                        |
| Salud                                                      |                   | Olga Pané Mena Desde el 12 de agosto de 2024              |                                        |
| Educación y Formación Profesional                          |                   | Esther Niubó Cidoncha Desde el 12 de agosto de 2024       |                                        |
| Derechos Sociales e Inclusión                              |                   | Mònica Martínez Bravo Desde el 12 de agosto de 2024       |                                        |
| Empresa y Trabajo                                          |                   | Miquel Sàmper Rodríguez Desde el 12 de agosto de 2024     |                                        |
| Igualdad y Feminismos                                      |                   | Eva Menor Cantador Desde el 12 de agosto de 2024          |                                        |
| Unión Europea y Acción Exterior                            |                   | Jaume Duch Guillot Desde el 12 de agosto de 2024          |                                        |
| Investigación y Universidades                              |                   | Núria Montserrat Pulido Desde el 12 de agosto de 2024     |                                        |
| Agricultura, Ganadería, Pesca y Alimentación               |                   | Òscar Ordeig i Molist Desde el 12 de agosto de 2024       |                                        |
| Deportes                                                   |                   | Bernardo Álvarez Merino Desde el 12 de agosto de 2024     |                                        |
| Cultura                                                    |                   | Sònia Hernández Almodóvar Desde el 12 de agosto de 2024   |                                        |
| Política Lingüística                                       |                   | Francesc Xavier Vila Moreno Desde el 12 de agosto de 2024 |                                        |
| Secretaría general del Gobierno                            |                   |                                                           |                                        |
| Secretario general del Gobierno                            |                   | Javier Villamayor Caamaño Desde el 12 de agosto de 2024   |                                        |

### Representatividad territorial en el gobierno de Cataluña
En esta tabla se ve la representatividad que tienen todos los territorios de Cataluña dentro del gobierno de la Generalidad de Cataluña.
| Por Ámbitos funcionales territoriales | Por Ámbitos funcionales territoriales | Por Ámbitos funcionales territoriales | Por Ámbitos funcionales territoriales | Por Ámbitos funcionales territoriales | Por Ámbitos funcionales territoriales |
| Ámbitos funcionales                   | N.º Consejeros                        | Población (%)                         | Representación (%)                    | Consejeros/Población (%)              | Estado                                |
| ------------------------------------- | ------------------------------------- | ------------------------------------- | ------------------------------------- | ------------------------------------- | ------------------------------------- |
| Val d'Aran                            | 0                                     | 0,96%                                 | 0%                                    | + 4,60                                | Sobrerrepresentado.                   |
| Alto Pirineo                          | 1                                     | 0,96%                                 | 5.56%                                 | + 4,60                                | Sobrerrepresentado.                   |
| Ámbito metropolitano de Barcelona     | 13                                    | 63,24%                                | 72.22%                                | + 8,98                                | Sobrerrepresentado.                   |
| Campo de Tarragona                    | 2                                     | 6,93%                                 | 11.11%                                | + 4,18                                | Sobrerrepresentado.                   |
| Comarcas gerundenses                  | 1                                     | 10,03%                                | 5.56%                                 | - 4,47                                | Infrarrepresentación.                 |
| Cataluña Central                      | 1                                     | 5,33%                                 | 5.56%                                 | + 0,23                                | Sobrerrepresentado.                   |
| Poniente                              | 0                                     | 4,73%                                 | 0%                                    | - 4,73%                               | Infrarrepresentación.                 |
| Tierras del Ebro                      | 0                                     | 2,34%                                 | 0%                                    | - 2,34%                               | Infrarrepresentación.                 |
| Panadés                               | 0                                     | 6,44%                                 | 0%                                    | - 6,44%                               | Infrarrepresentación.                 |
| Por Provincias                        |                                       |                                       |                                       |                                       |                                       |
| Provincias                            | N.º Consejeros                        | Población (%)                         | Representación (%)                    | Consejeros/Población (%)              | Estado                                |
| Barcelona                             | 14                                    | 73,37%                                | 77.78%                                | 4,41                                  | Sobrerrepresentado.                   |
| Gerona                                | 1                                     | 10.74%                                | 5.56%                                 | -5,18                                 | Infrarrepresentación.                 |
| Lérida                                | 1                                     | 10,23%                                | 5.56%                                 | -4,67                                 | Infrarrepresentación.                 |
| Tarragona                             | 2                                     | 5,66%                                 | 11.11%                                | 5,45                                  | Sobrerrepresentado.                   |